# 구읍뱃터
구읍뱃터 또는 영종(도)선착장은 인천광역시 중구 중산동 1-39일대에 위치한 뱃터(선착장)이다. 예로부터 구읍뱃터(영종도선착장)는 영종도와 인천의 주요한 교통수단이었던 뱃길의 기반시설이다.

## 지명의 유래
뱃터가 있는 마을의 형태가 거북을 닮았다하여 구읍(龜邑)으로 불렸다가  구전되면서 옛날에 관아가 있던 곳이라고 하여 구읍(舊邑)으로 표기되었다고 알려져있다. 한편 구읍뱃터에서 인천 내륙방향으로 직선구간 약650미터 전방에 물치도(작약도)가 위치해 있다.

## 과거의 영종도와 현재의 영종도
|      |
| 예시 |

## 같이 보기
- 영종진
- 삼목 선착장